# Transponderkarte
Transponderkarten (auch kontaktlose Chipkarten) vereinigen zwei Technologien zur Automatischen Identifikation und Datenerfassung miteinander: Chipkarten und RFID.
Für einige Anwendungsbereiche sind kontaktbehaftete Chipkarten nicht vorteilhaft. So führen kurzzeitige Kontaktunterbrechungen, beispielsweise ausgelöst durch Vibrationen, zu Fehlern bei der Verarbeitung. Diese Störungen können auch durch Abnutzung bzw. Verschmutzung der Kontakte entstehen und elektrostatische Entladungen können die integrierte Schaltung im Innern der Karte zerstören.
Diese Probleme vermeiden kontaktlose Chipkarten, die den Klassen 'Close Coupling Cards' und 'Remote Coupling Cards' sowie den 'Active Coupling Cards' zugeordnet werden. Die technischen Unterschiede werden durch die industriellen Normen der Datenübertragung bestimmt.
Passive kontaktlose Chipkarten werden den Remote Coupling Karten zugeordnet, falls sich der Abstand zwischen Chipkarte und Terminal bei der Datenübertragung von einigen Zentimetern (NFC) bis zu etwa einem Meter (HF oder UHF) bewegt.
Besonders herausfordernd ist es, den Chip mit allen Funktionselementen und der Antenne in dem nur 0,76 mm dünnen Kartenkörper unterzubringen. Das Problem der Stromversorgung der Elektronik kann mit Batterien wegen des geringen Volumens nur für kurzzeitigen Gebrauch gelöst werden. Für eine kontaktlose Karte müssen folgende vier Aufgaben gelöst werden:
- Einprägen einer inhärenten Identität (ggfs. bereits auf dem nackten Chip)
- Energieübertragung zur Versorgung der integrierten Schaltung.
- Übertragung eines Taktsignals.
- Datenübertragung zur Chipkarte.
- Datenübertragung von der Chipkarte.
- Einschreiben auf die Chipkarte.

Ein wesentliches Kriterium ist der Abstand zwischen dem Kartenterminal und der Karte. Kontaktlose Chipkarten kommunizieren ohne galvanische Kopplung mit dem Terminal durch induktive oder kapazitive Kopplung. Rückschreiben ist bei kapazitiver Kopplung nach den bekannten Standards nicht möglich.
- Induktive Kopplung: Die Übertragung erfolgt über eine Spule (offener Transformator), z. B. Amplitudenmodulation.
- Kapazitive Kopplung: Die Übertragung erfolgt über leitende Flächen, die als Antenne im Chip integriert sind.

## Vergleich verschiedener kontaktloser Chipkarten
|                  | Close Coupling   | Proximity Coupling | Vicinity Coupling | Vicinity Coupling |
| ---------------- | ---------------- | ------------------ | ----------------- | ----------------- |
| ISO/IEC-Standard | 10536            | 14443              | 15693             | 18000-7           |
| Sendedistanz     | < 1 cm           | < 15 cm            | < 1,5 m           | < 1,5 m           |
| Lesedistanz      | bis 1 cm         | bis 15 cm          | bis 1,5 m         | bis 1,5 m         |
| Frequenz         | 125 kHz – 10 MHz | 13,56 MHz          | 13,56 MHz         | 868 MHz           |
| Datenrate        | >1000 KBit/s     | ~100 KBit/s        | ~10 KBit/s        | ~10 KBit/s        |

Kontaktlose Chipkarten sind für eine Lebensdauer von zehn Jahren konzipiert. Regen, Kälte, Wärme, Schmutz oder Staub stellen weder für die Chipkarte noch für das Lesegerät ein Problem dar.
Die Anordnung aus Spule und Mikrochip in einer kontaktlosen Chipkarte wird als Transponder oder Tag bezeichnet. Die Bauform eines Tags ist jedoch bei weitem nicht auf Chipkarten beschränkt, sondern stellt nur eine der zahlreichen Klassen zur Identifikation mit RFID dar.